# Alberto Vinale
Alberto Vinale (né le 5 juin 1978 à San Donà di Piave, dans la province de Venise, en Vénétie) est un ancien coureur cycliste italien. Il a été professionnel de 2000 à 2003 dans l'équipe italienne Alessio.

## Biographie
Alberto Vinale ne remporta qu'une seule victoire en tant que professionnel au cours de sa carrière.

## Palmarès
- 2002
  - Grand Prix de Denain